# Desintegratiestoornis van de kinderleeftijd
De desintegratiestoornis van de kinderleeftijd, ook wel syndroom van Heller genoemd, was een psychische aandoening die was ingedeeld bij de pervasieve ontwikkelingsstoornissen.
In mei 2013 is de vijfde editie van de Diagnostic and Statistical Manual of Mental Disorders (DSM-5) gepubliceerd. Alle verschillende autisme-stoornissen (klassiek autisme, het syndroom van Asperger, atypisch autisme, meervoudig complexe ontwikkelingsstoornis (MCDD), PDD-NOS, desintegratiestoornis van de kinderleeftijd en het syndroom van Rett) werden samengevoegd en voortaan was er nog maar een autismediagnose: autismespectrumstoornis (ASS). Ook in de elfde versie van de International Statistical Classification of Diseases and Related Health Problems (ICD), het internationale handboek van de Wereldgezondheidsorganisatie, formeel van kracht sinds 1 januari 2022, zijn alle pervasieve ontwikkelingsstoornissen (behalve het syndroom van Rett) samengevoegd tot autismespectrumstoornis (ICD11: 6A02).

## DSM-IV
In de vierde editie van de Diagnostic and Statistical Manual of Mental Disorders (DSM-IV, 1994, gereviseerde versie DSM-IV-TR 2000) stonden de volgende criteria:
- Schijnbaar normale ontwikkeling gedurende minimaal twee jaar na de geboorte, wat blijkt uit voor de leeftijd normale verbale en non-verbale communicatie, sociale relaties, spel en aanpassingsgedrag.
- Klinisch duidelijk verlies van eerder verworven vaardigheden (voor de leeftijd van tien jaar) op minimaal twee van de volgende gebieden:

1. taal (spreken of luisteren)
2. sociale vaardigheden of aanpassingsgedrag
3. beheersing van darmen of blaas
4. spelen
5. motoriek

- Afwijkingen in het functioneren op minimaal twee van de volgende gebieden:

1. kwalitatieve tekortkomingen in de sociale interactie (bijvoorbeeld beperking in het non-verbaal gedrag, geen relaties met leeftijdsgenoten kunnen opbouwen, gebrek aan sociale of emotionele bereikbaarheid)
2. kwalitatieve tekortkomingen in de communicatie (bijvoorbeeld late of geen ontwikkeling van gesproken taal, onvermogen een gesprek te beginnen of te voeren, stereotiep of repetitief gebruik van taal, geen gevarieerde fantasiespelletjes)
3. beperkte, herhaalde en stereotiepe gedragspatronen, interesses en activiteiten, waaronder stereotiepe en repetitieve motoriek.

- De stoornis is niet beter te verklaren door een andere specifieke pervasieve ontwikkelingsstoornis of schizofrenie.

Kinderen met deze aandoening ontwikkelen zich de eerste twee jaar (of langer) van hun leven normaal, maar voor het tiende levensjaar raken ze eerder opgedane vaardigheden op het gebied van taal, sociaal gedrag, communicatie en motoriek weer kwijt. Verder gaan ze beperkt, repetitief of stereotiep gedrag vertonen. In enkele opzichten vertoont de aandoening overeenkomsten met het syndroom van Rett.
In sommige gevallen gaat aan de aandoening een fase vooraf waarin het kind prikkelbaar, angstig of hyperactief wordt. In gevallen waarin een progressief neurologisch probleem kan worden aangetoond, zijn de symptomen vaak ook progressief. In de meeste gevallen stabiliseert de aandoening zich echter en soms treedt ook een lichte verbetering op.
De prognose is slecht: in de meeste gevallen ontstaat blijvende verstandelijke beperking. Het is vooralsnog onduidelijk of er een relatie met autisme bestaat, omdat in bepaalde gevallen een specifieke hersenstoornis als oorzaak aangewezen kan worden. De diagnose wordt nu gesteld op grond van gedragskenmerken.